# Ōya-ji

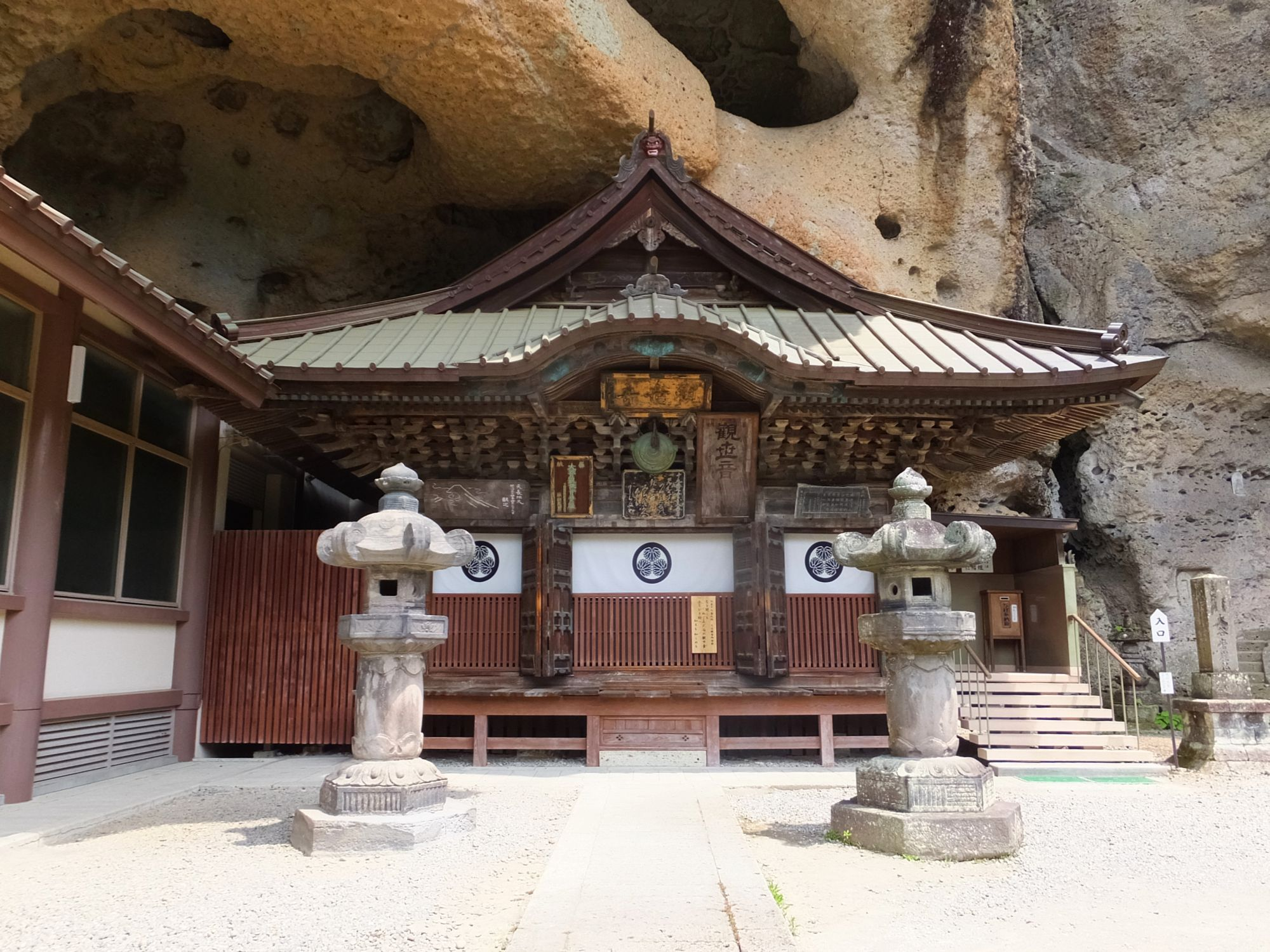
Haupthalle

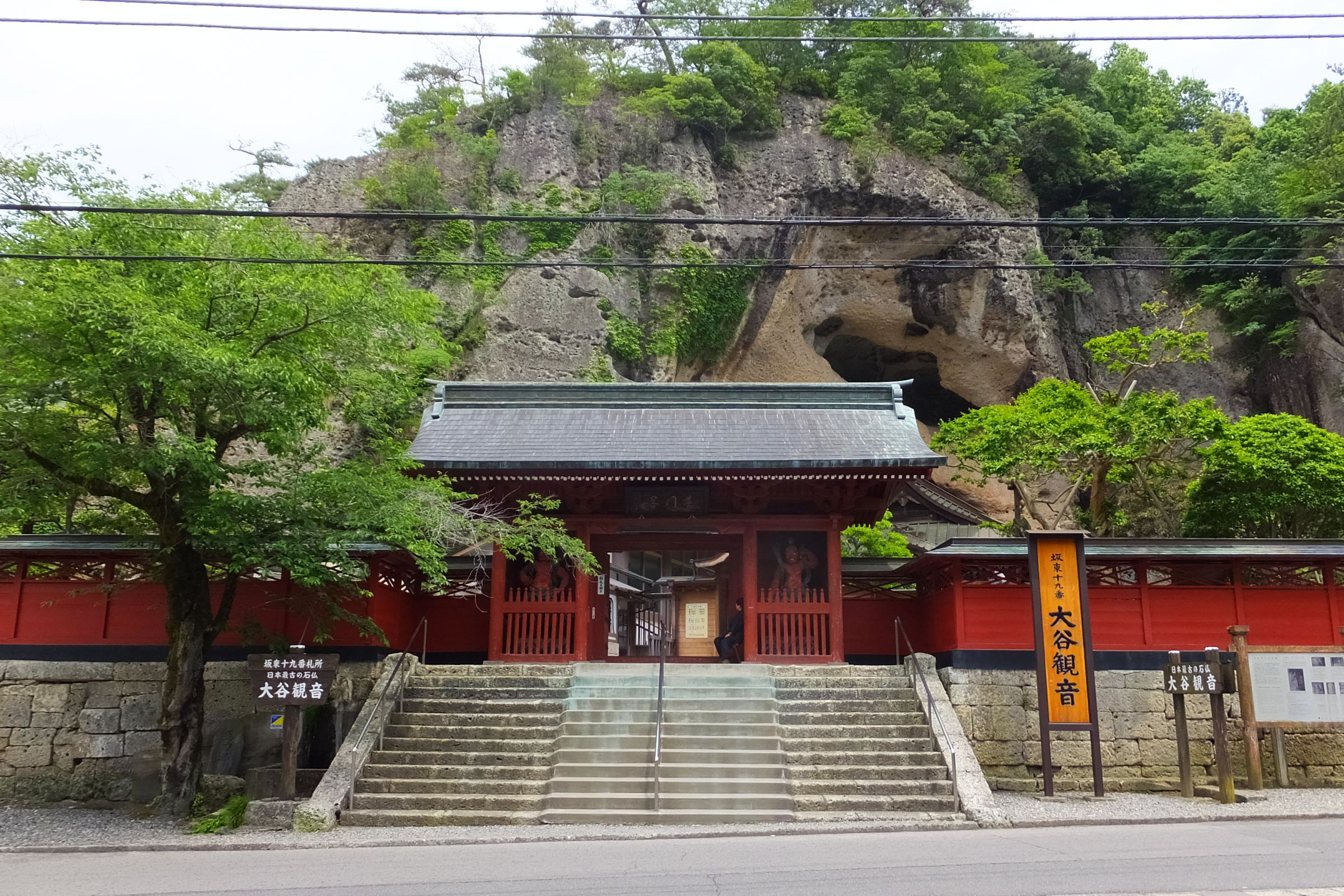
Tempeltor

Der Ōya-ji (japanisch 大谷寺), auch Ōya-Kannon genannt, ist ein Tempel der Tendai-Richtung des Buddhismus in den Bergen am Rande des Stadtteils Ōya von Utsunomiya, Japan. Der Tempel ist in der traditionellen Zählung der 19. der 33 Tempel der Kantō-Region.

## Geschichte
Der Überlieferung nach wurde die Hauptkultfigur, eine tausendarmige Kannon (千手観音 Senshu Kannon) mit einer Höhe von 4,9 m, von Priester Kūkai im Jahr 801 aus einer weichen Felswandeinbuchtung herausgemeißelt. Sie wurde von alters her als Ōya-Kannon verehrt und wurde dann in der Kamakura-Zeit zur 19. Station auf dem Bandō-Pilgerweg. Anfangs war die herausgemeißelte Figur mit Ton überzogen, rot bemalt und mit Blattgold glänzend gemacht.
Nach neuesten Untersuchungen gibt es Gemeinsamkeiten mit den Steinbuddhas von Bamiyan, so dass diese Kannon von Mönchen aus Afghanistan, die über die Seidenstraße nach Japan kamen, gefertigt sein könnte.

## Die Anlage
Man betritt die Anlage von Westen her durch das Tempeltor (山門 Sanmon), das hier als Niō-Tor (仁王門 Niō-mon), also als Tor mit den beiden Tempelwächtern rechts und links vom Durchgang ausgeführt ist. Etwas weiter oben steht die kleine Haupthalle (本堂 Hondō) am Fuße der Felswand und in diese hineingebaut.
In einer Seitenhalle befindet sich drei Buddha-Trinitäten, geschnitten aus der Steinwand: Shaka Nyorai mit zwei Begleitern (石造伝釈迦三尊像 Sekizō den-Sahaka sanzon-zō) aus der späten Heian-Zeit, Yakushi Nyorai mit Begleitern (石造伝薬師三尊像 Sekizō den-Yakushi sanzon-zō) aus der frühen Heian-Zeit und eine Amida-Nyorai-Trinität (石造伝阿弥陀三尊像 Sekizō den-Amida sanzon-zō) aus der Kamakura-Zeit. Rechts hinter dem Tempeltor ist eine Kupferglocke zu sehen, die vom Glockengießer Tomuro Sadakuni (戸室 定国) 1695 gegossen wurde. Sie ist als Kulturgut der Präfektur registriert. Vor der Kannon-Halle steht eine Bronze-Laterne, die der Inschrift nach von Tomuro Gemba (戸室 元蕃) 1716 gegossen und von Takahashi Yoshikatsu (高橋 吉勝) aus Nissato (新里村, heute ein Stadtteil von Utsunomiya) gestiftet wurde.
Etwas unterhalb des Tempels steht in einem verlassenen Steinbruch eine 27 m hohe Kannon-Figur, „Friedens-Kannon“ genannt. Sie wurde von 1948 bis 1952 zur Erinnerung an die Kriegstoten aus dem weichen Felsen herausgemeißelt.

## Tempelschätze
Im Schatzhaus werden Geräte und Knochen aus der Jōmon-Zeit gezeigt, die in Höhlen im Fels gefunden wurden. Zu sehen ist auch eine Kupferschelle (銅製鰐口 dōsei waniguchi) aus dem Jahr 1667.